# Groupe de NGC 2523
Le groupe de NGC 2523 comprend au moins cinq galaxies situées dans la constellation de la Girafe. La distance moyenne entre ce groupe et la Voie lactée est d'environ 52,3 Mpc (∼171 millions d'al). 

## Membres
Le tableau ci-dessous liste les cinq galaxies du groupe indiquées dans l'article de A.M. Garcia paru en 1993. 
| Nom                   | Class.   | Type                  | α (J2000.0)   | δ (J2000.0) | Vitesse radiale (km/s) | m          | Distance (Mpc) | Diamètre (kal) |
| --------------------- | -------- | --------------------- | ------------- | ----------- | ---------------------- | ---------- | -------------- | -------------- |
| NGC 2523              | SB(r)bc  | Spirale barrée        | 08h 15m 00.1s | 73° 34′ 44″ | 3471 ± 12              | 11,9       | 51,7 ± 3,6     | 119            |
| NGC 2441              | SAB(r)b? | Spirale intermédiaire | 07h 51m 54.7s | 73° 00′ 56″ | 3466 ± 0               | 12,2       | 51,5 ± 3,6     | 118            |
| PGC 23781 (NGC 2550A) | Sc       | Spirale               | 08h 28m 39.9s | 73° 44′ 53″ | 3635 ± 10              | 13,26      | 54,1 ± 3,8     | 93             |
| UGC 4041              | E?       | Elliptique            | 07h 52m 38.2s | 73° 30′ 10″ | 3436 ± 16              | 13,6 ± 0,4 | 51,0 ± 3,6     | 46             |
| UGC 4199              | S?       | Spirale               | 08h 06m 37.2s | 73° 20′ 39″ | 3590 ± 20              | 13,90      | 53,4 ± 3,8     | 70             |

Le site DeepskyLog permet de trouver aisément les constellations des galaxies mentionnées dans ce tableau ou si elles ne s'y trouvent pas, l'outil du site constellation permet de le faire à l'aide des coordonnées de la galaxie. Sauf indication contraire, les données proviennent du site NASA/IPAC. 